# Alfred Cottin
Pour les articles homonymes, voir Cottin.
Œuvres principales
Ballade du Fou
Balalayka
Clément Alfred Cottin, né le 21 décembre 1863 dans le 9e arrondissement de Paris, et mort le 18 janvier 1923 dans le 17e arrondissement de Paris, est un guitariste, mandoliniste et compositeur de musique français.

## Biographie
D'origine populaire (son père était domestique), il est qualifié d'« artiste lyrique » par son acte de mariage. Il apprit la guitare classique auprès de Jaime Felipe José Bosch, parisien d'adoption.
Musicien habile jouant sur une guitare Torres, Alfred Cottin a été un des animateurs des nuits musicales parisiennes avec son frère le mandoliniste Jules Cottin et leur sœur Madeleine. Il a par ailleurs composé une trentaine de morceaux de musique, parmi lesquels la Ballade du Fou pour trois guitares et la Balalayka sont les plus estimées. Il s'agit essentiellement de solos de guitare, les autres étant des duos de guitare, duos de mandoline et piano, et solos de piano.
Il est également l'auteur d'une Méthode complète de guitare - Partition musicale : Études et exercices, études (Paris, Alphonse Leduc, 1891).
Ami de Francisco Tárrega, il organisa les concerts de ce dernier à Paris. En témoignage de reconnaissance et d'affection, le musicien espagnol lui dédia sa célèbre partition des Recuerdos de la Alhambra, qui porte en dédicace : « Hommage à l'éminent artiste Alfred Cottin ».

## Œuvres
Guitare
- Aubade et Chant d'amour
- Au son des guitares
- Au temps passé
- Balalayka
- Ballade Circassienne
- Barcarolle
- La Chanson du Passeur
- La Cigale madrilène
- Le Clavecin de Grand'mère
- Les Clochettes
- Danse des Lutins
- Échos du soir
- Églantine
- Fleurs de Fête
- Habanera
- Jour d'automne
- Juanita
- Les Libellules
- Perles et diamants
- Les Premiers pas
- Retraite-marche
- Romance sans parole
- Sonatine (publié en 1905)
- Sous les Palmiers
- Souvenir d'Andalousie
- Sur la vague
- Sur le Lac

Mandoline et Guitare
- Taquinerie (Mazurka) (à nos élèves Mesdemoiselles de Montauzan)

Deux Mandolines et Guitare
- Taquinerie (Mazurka) (à nos élèves Mesdemoiselles de Montauzan)

Trois Guitares
- Ballade du Fou (Dédié à Otto Hammerrer, publié en 1905)

Mandoline et Piano
- Taquinerie (Mazurka) (à nos élèves Mesdemoiselles de Montauzan)

Deux Mandolines et Piano
- Taquinerie (Mazurka) (à nos élèves Mesdemoiselles de Montauzan)